# Heerser der diepten
Heerser der diepten is het 95ste stripverhaal uit de reeks van De Rode Ridder. Het is geschreven en getekend door Karel Biddeloo. De eerste albumuitgave was in 1981.

## Het verhaal
Johan vertoeft op een schip dat plots wordt geramd door een duister iets en zinkt. Hij komt terecht op een eiland waar de stam der Bukauska's woont. Deze stam vereert een haaiengod en wordt getiranniseerd door een wrede hogepriester. Als Johan deze toedracht wil tenietdoen moet hij vluchten en komt hij zo bij de primitieve Grokkors terecht. Een stam die lang geleden door de Bukauska's de bergen in is gejaagd. Hier leert hij dat het wezen dat z'n schip vernielde Gorgoladon heet en een reuzenhaai is. Na heel wat inspanningen met vrienden uit beide kampen weet Johan de hogepriester te verslaan en de reuzenhaai te doden. Hierdoor kunnen de twee stammen weer in vrede samen leven en kan Johan het eiland weer verlaten.

## Achtergronden bij het verhaal
- De reuzenhaai uit de strip werd gebaseerd op de megalodon.